# Gouvernement fédéral de Somalie
Le gouvernement fédéral de Somalie est le gouvernement de la Somalie reconnu par la communauté internationale depuis le 20 août 2012.
Son siège est à Mogadiscio.

## Historique
Depuis la chute de Mohamed Siad Barre en 1991 lors de la guerre civile, la Somalie était morcelée et dirigée par des clans. Aucun gouvernement national n'est reconnu par la communauté internationale de 1997 à 2000.
En 2000, le Gouvernement national de transition est créé et est remplacé par le Gouvernement fédéral de transition en 2004 qui sera chargé d'écrire la nouvelle constitution promulguée en 2012. Le gouvernement fédéral de Somalie est créé cette même année. Il est le premier gouvernement central de la Somalie depuis 1997.

## Fonctionnement

### Premier ministre
Le Premier ministre est nommé par le Président de la République fédérale et doit être confirmé par le Parlement fédéral.

### Conseil des ministres
Le Conseil des ministres est composé du Premier ministre et des différents ministres. Il est dirigé par le Premier ministre.

## Gouvernement actuel
| Ministère                                                             | Titulaire                       |
| --------------------------------------------------------------------- | ------------------------------- |
| Premier ministre                                                      | Mohamed Hussein Roble           |
| Vice-Premier ministre                                                 | Mahdi Mohammed Gulaid           |
| Ministère des Affaires étrangères et de la Coopération internationale | Abdisaïd Muse Ali               |
| Ministère de l'Intérieur et des Affaires fédérales                    | Moukhtar Hussien Afrah          |
| Ministère des Finances                                                | Abdirahman Duale Beyle          |
| Ministère de la Défense                                               | Hassan Hussien Haji             |
| Ministère de l'Éducation                                              | Abdullahi Abukar Haji           |
| Ministère des Affaires constitutionnelles                             | Salah Ahmed Jama                |
| Ministère de l'Humanitaire et de la Gestion des catastrophes          | Khadija Mohamed Dirie           |
| Ministère du Plan et de la Coopération Internationale                 | Jamal Mohamed Hassan            |
| Ministère des Ports et des Transports maritimes                       | Maryan Aweys                    |
| Ministère des Transports aériens et de l'Aviation                     | Salade Mohamed Abdullahi        |
| Ministère des Postes et Télécommunications                            | Abdi Cheikh Ahmed Roble         |
| Ministère de l'élevage, des forêts et des parcours                    | Hussein Mohammed Cheikh Hussein |
| Ministère du Commerce et de l'Industrie                               | Khalif Abdi Omar                |
| Ministère des Travaux publics et de la Reconstruction                 | Mohamed Adam Mo'alim            |
| Ministère des Affaires religieuses                                    | Cheikh Nour Mohamed Hassan      |
| Ministère de la Femme et des Droits humains                           | Hanifa Mohamed Ibrahim          |
| Ministère de la Sécurité intérieure                                   | Abdallahi Mohamed Nor           |
| Ministère de l'Agriculture                                            | Saïd Hussein Iid                |
| Ministère de la Santé et des Affaires sociales                        | Fowsiya Abiikar Nur             |
| Ministère de la Pêche et des Ressources marines                       | Abdullahi Bidhan Warsame        |
| Ministère de la Jeunesse et des Sports                                | Hamza dit Hamza                 |
| Ministère de l'Information                                            | Osman Obokor Double             |
| Ministère de la Justice                                               | Abdulkadir Mohamed Nur          |
| Ministre du Travail                                                   | Duran Ahmed Farah               |
| Ministère de l'électricité et de l'eau                                | Hassan Abdi Nour                |
| Ministère du Pétrole et des Ressources minérales                      | Abdirashid Mohamed Ahmed        |